# Otto von Franz
Otto von Franz (* 21. Juli 1871 in Wien; † 28. Juli 1930 in Bern) war ein österreichischer Diplomat.

## Leben
Otto von Franz war der Sohn von Anne (* 1880) und Emil Baron von Franz.
1918 war Legationsrat Freiherr Otto von Franz Geschäftsträger in Kopenhagen. Dänemark war die Schutzmacht von Österreich-Ungarn in Russland im Ersten Weltkrieg. Am 11. Juli 1918 erteilte die Moskauer Regierung unter Lenin Otto Freiherr von Franz das Agrément, worauf dieser am 6. August 1918 zum Gesandten in Moskau ernannt wurde. Er trat dieses Amt nicht an, sondern wurde Gesandter in Den Haag, Niederlanden.